# Holarctias rufinaria
Holarctias rufinaria är en fjärilsart som beskrevs av Otto Staudinger 1861. Holarctias rufinaria ingår i släktet Holarctias och familjen mätare. Inga underarter finns listade i Catalogue of Life.